# Graulhet
Graulhet är en kommun i departementet Tarn i regionen Occitanien i södra Frankrike. Kommunen ligger i kantonen Graulhet som tillhör arrondissementet Castres. År 2022 hade Graulhet 13 275 invånare.

## Befolkningsutveckling
Antalet invånare i kommunen Graulhet
| Referens: INSEE |